# Enskede-Årsta församling

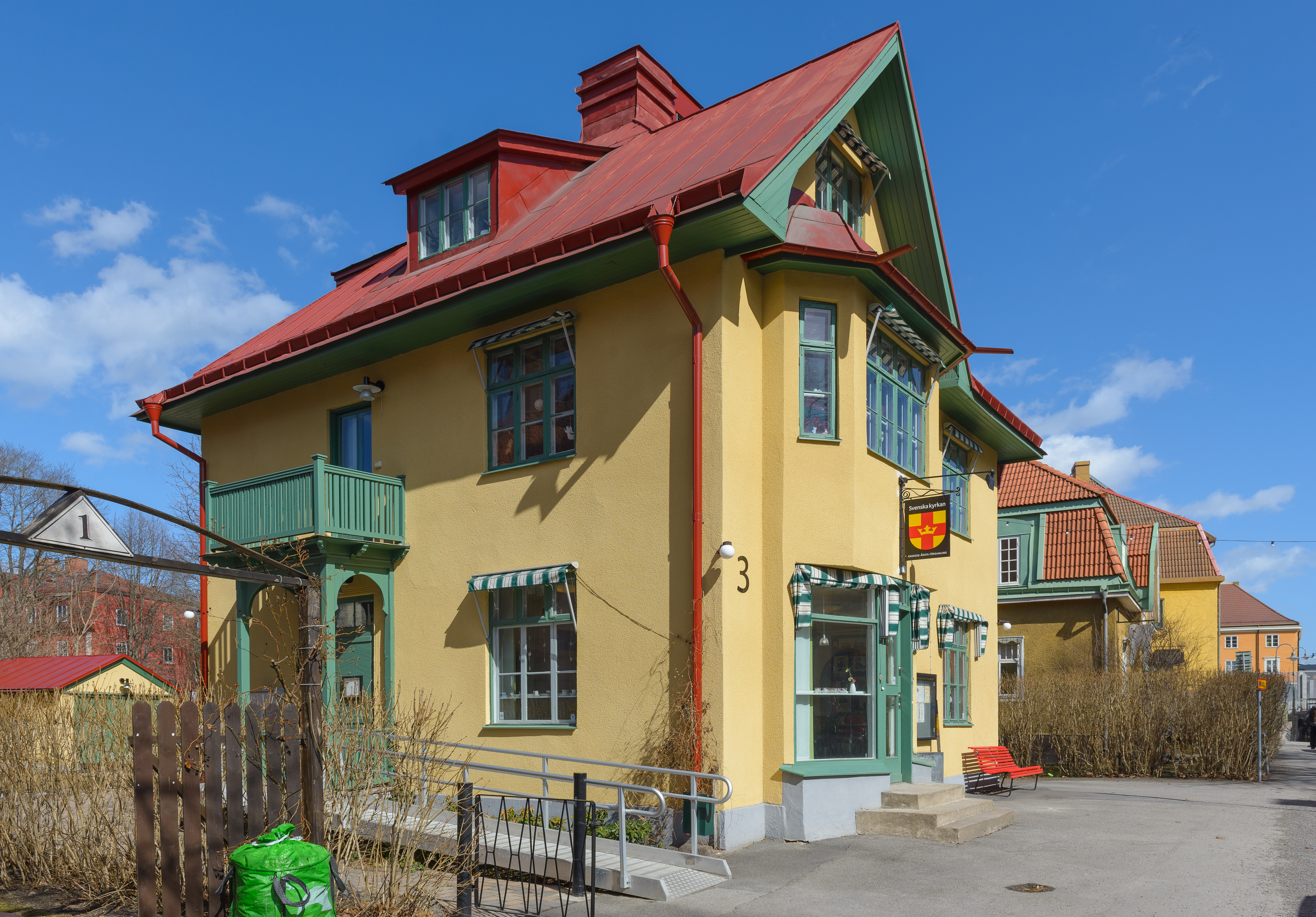
Kyrkvillan i Gamla Enskede som tillhör församlingen.

Enskede-Årsta församling är en församling i Enskede kontrakt i Stockholms stift. Församlingen ligger i Stockholms kommun i Stockholms län. Församlingen utgör ett eget pastorat.
Församlingen omfattar flera stadsdelar i Söderort inom Stockholms kommun, Johanneshov, Gamla Enskede, Enskedefältet, Enskede gård och Årsta.

## Administrativ historik
Församlingen bildades 1931 genom en utbrytning ur Brännkyrka församling under namnet Enskede församling som namnändrades 2008 till det nuvarande. 1957 utbröts Farsta församling och Skarpnäcks församling samtidigt som området Årsta från Brännkyrka församling fördes hit. 
Församlingen var till 1 maj 1931 annexförsamling i pastoratet Brännkyrka och Enskede för att därefter utgöra ett eget pastorat.

## Areal
Enskede församling omfattade den 1 januari 1976 en areal av 9,2 kvadratkilometer, varav 8,7 kvadratkilometer land.

## Kyrkoherdar
| Ämbetstid | Namn                       | Levnadstid | Övrigt |
| --------- | -------------------------- | ---------- | ------ |
| 1931–     | Henning Viktor Josua Helén | 1877–      |        |

### Förste komministrar
| Ämbetstid | Namn                           | Levnadstid | Övrigt |
| --------- | ------------------------------ | ---------- | ------ |
| 1933–     | John Ejnar Valdemar Danielsson | 1890–      |        |

### Andre komministrar
| Ämbetstid | Namn                   | Levnadstid | Övrigt |
| --------- | ---------------------- | ---------- | ------ |
| 1937–1946 | Johan Mauritz Hullberg | 1893–      |        |

## Organister
| Ämbetstid | Namn                                | Levnadstid | Övrigt    |
| --------- | ----------------------------------- | ---------- | --------- |
| 1951–1964 | Arnold Carl Viktor Hugo Spalckhaver | 1905–      | Organist. |

## Kyrkor
- Enskede kyrka
- Årsta kyrka
- Dalens sjukhuskyrka

## Kyrkoherde
Kyrkoherde är Marie Rehnstam